# Онищук, Владимир Владимирович
Владимир Владимирович Онищук (род. 21 июля 1991, Ивано-Франковск) — украинский шахматист, гроссмейстер (2012).

## Достижения
- Чемпион Европы среди юношей до 10 лет (2001)
- Серебряный призёр Чемпионата мира среди юношей до 16 лет (2006)
- Серебряный призёр Чемпионата Европы среди юношей до 12 лет (2003)
- Победитель Всемирной детской шахматной Олимпиады в составе сборной Украины (Агры, Турция, 2006)
- Чемпион Украины среди юношей до 12 лет (2003)
- Серебряный призёр Чемпионата Украины до 12 лет (2001 и 2002), до 16 лет (2006)
- Бронзовый призёр Чемпионата Украины среди юношей до 10 лет (2001)
- Серебряный призёр чемпионата Украины по шахматам (2017). По итогам турнира набрал одинаковое количество очков с Петром Голубкой, однако уступил последнему по дополнительным показателям, заняв в итоге второе место в таблице[1].

## Изменения рейтинга
| Графики недоступны из-за технических проблем. См. информацию на Фабрикаторе и на mediawiki.org. |